# Хорватія на літніх Олімпійських іграх 2020
Хорватію на літніх Олімпійських іграх 2020 представляли п'ятдесят дев'ять спортсменів у шістнадцятьох видах спорту.

## Спортсмени
| Вид спорту                      | Чоловіки | Жінки | Загалом |
| ------------------------------- | -------- | ----- | ------- |
| Легка атлетика                  | 1        | 6     | 7       |
| Бокс                            | 1        | 1     | 2       |
| Веслування на байдарках і каное | 1        | 2     | 3       |
| Велоспорт                       | 1        | 0     | 1       |
| Гімнастика                      | 1        | 1     | 2       |
| Дзюдо                           | 0        | 3     | 3       |
| Карате                          | 1        | 0     | 1       |
| Академічне веслування           | 3        | 0     | 3       |
| Вітрильний спорт                | 3        | 1     | 4       |
| Стрільба                        | 3        | 1     | 4       |
| Плавання                        | 1        | 1     | 2       |
| Настільний теніс                | 3        | 0     | 3       |
| Тхеквондо                       | 2        | 2     | 4       |
| Теніс                           | 4        | 2     | 6       |
| Водне поло                      | 12       | 0     | 12      |
| Боротьба                        | 2        | 0     | 2       |
| Загалом                         | 39       | 20    | 59      |